# Црква Успења Пресвете Богородице у Сикирју
Црква Успења Пресвете Богородице у Сикирју, насељеном месту на територији града Врања, православни је храм који припада Епархији врањској Српске православне цркве.
Црква посвећена Успењу Пресвете Богородице подигнута је, по натпису на њој: 
Овај Свети храм Успења Пресвете Богородице обнови се у време Краља Александра Првог и митрополита Јосифа, од кога би освећен 1933 г. 25. септ. - 8. октобра, трудом и прилогом сељана с. Сикирја
Црква је подигнута на темељима старог храма, грађеног почетком 19. века, о чему сведочи и стари звоник. Иконостас са 28 икона осликан је 1917. године, а иконописао га је Трајко Муфтински, сликар из Куманова.